# Star Fox Zero
Star Fox Zero — трехмерный рельсовый шутер, разработанный Nintendo и PlatinumGames для игровой системы Wii U. Это шестая игра в серии Star Fox. Star Fox Zero была официально анонсирована на выставке E3 2015 и выпущена в апреле 2016 года. Игра получила неоднозначную оценку критиков, а самым спорным аспектом игры стала схема управления. В комплекте с игрой шла отдельная игра в жанре tower defense под названием Star Fox Guard.

## Игровой процесс
Star Fox Zero — трехмерный рельсовый шутер, во многом повторяющий игровой процесс своих предшественников, преимущественно Star Fox 64, в котором игрок управляет на различных уровнях Фоксом Макклаудом, пилотирующим корабль Arwing. Управление в игре осуществляется с помощью геймпада Wii U: левый стик используется для управления кораблем, а гироскоп — для наведения оружия. Для помощи в прицеливании на втором экране отображается вид из кабины пилота. Кнопку «минус» на геймпаде можно использовать для переключения между двумя экранами в любое время.
В определённых ситуациях некоторые транспортные средства игры могут трансформироваться. Например, Arwing может трансформироваться в двуногий Walker (который ранее появился в отмененной игре Star Fox 2 для Super Nintendo), позволяющий игроку свободно передвигаться по платформам и в закрытых помещениях. Танк Landmaster может трансформироваться в Gravmaster, который может выполнять продолжительные воздушные манёвры в течение короткого времени. Новое транспортное средство, представленное в серии — похожий на дрон вертолет Gyrowing, с которого может спускаться маленький робот Direct-i, способный проникать в небольшие пространства и взламывать компьютеры, а также цепляться к кубам со взрывчаткой, которые можно сбрасывать на врагов. Игроки также могут устанавливать на свои корабли лазеры и умные бомбы. Можно выполнять специальные приемы, такие как заряженный выстрел, «бочка», мертвая петля и разворот. В игре есть два игровых режима: в рельсовых участках игрок движется по заранее заданному пути, а в режиме All-Range Mode игрок может свободно перемещаться в замкнутом пространстве. Если игрок теряет все свои жизни во время миссии, он должен перезапустить всю миссию, чтобы продолжить её.
Из предыдущих игр серии вернулись различные элементы, включая товарищей Фокса по команде, Фалько Ломбарди, Пеппи Хэйра и Слиппи Тоуда, которые могут помочь игроку, а также членов конкурирующей команды Star Wolf — Вольфа О’Доннелла, Леона Повальски, Пигму Денгара и Эндрю Ойконни. Также в игру вернулись несколько уровней, в том числе Корнерия, Зонесс, Титания, Фичина и Фортуна, и добавлены пять новых локаций — Сектор Альфа, Зона Три, Сектор Бета, Сектор Гамма и Сектор Омега. Игра также совместима с фигурками Amiibo; игроки могут отсканировать фигурки Amiibo Фокса и Фалько, чтобы соответственно открыть Retro Arwing, который основан на модели, использовавшейся в оригинальной игре на SNES, и Black Arwing, который имеет черно-красную цветовую схему, мощнее и быстрее, но получает больше урона. Оба Arwing также можно разблокировать, получив достаточное количество золотых медалей в кампании.

## Разработка
Разработка игры началась с экспериментов с остатками игровых ресурсов от так и не вышедшей игры Star Fox для Wii, над которой с 2008 года работала небольшая группа разработчиков. Существование игры было подтверждено в пресс-релизе 8 июня, за два дня до начала выставки E3 2014. Во время выставки Electronic Entertainment Expo утром 10 июня произошла утечка информации об игре в журнале Time, затем Nintendo публично анонсировала игру, а позже на презентации Nintendo на E3 снова намекнули на её дальнейшие подробности. В интервью Wired Миямото выразил желание сотрудничать со сторонними разработчиками для более быстрого завершения проекта.
В интервью GameSpot Миямото рассказал, что и Project Guard, и Project Giant Robot были каким-то образом связаны со Star Fox для Wii U. Во время презентации Nintendo Direct в марте 2016 года Project Guard была официально представлена под названием Star Fox Guard и была включена в комплект поставки как в цифровом виде, так и в виде физической копии вместе с Star Fox Zero. Project Giant Robot так и не была выпущена и была отменена в 2017 году.
Миямото заявил, что основная сюжетная линия и общая презентация игры были выстроены эпизодически, по мотивам телесериала «Тандербёрды: Международные спасатели» 1960-х годов. Основные миссии с традиционным игровым процессом Star Fox выступают в качестве «прайм-тайм передач», а побочные миссии с более причудливыми, экспериментальными игровыми механиками (как, например, в Project Guard и Project Giant Robot) выступают в качестве «поздних ночных передач». Юсуке Хасимото из PlatinumGames рассказывал, что Nintendo обратилась к ним с предложением о совместной разработке игры после просьбы добавить в Bayonetta 2 бонусный уровень на тему Arwing. Хидэки Камия из PlatinumGames также ранее выражал желание, чтобы Nintendo обратилась к ним с предложением о разработке новой игры серии Star Fox. По словам Nintendo, сюжет Zero не является ни приквелом, ни сиквелом к предыдущим играм Star Fox.

## Выпуск
В декабре 2014 года Миямото заявил, что Star Fox Zero выйдет до выхода новой части серии The Legend of Zelda в 2016 году. Он также подтвердил, что игра будет совместима с Amiibo, но не уточнил, каким именно образом. Star Fox была представлена на выставке E3 2015, и Миямото вновь рассказал о методе игры на комбинации GamePad и монитора, который «позволит сочетать кинематографические моменты с непрерывным игровым процессом». Запланированная дата выхода была заявлена Nintendo на 20 ноября 2015 года, но впоследствии игра была отложена до первого квартала 2016 года. Игра вышла в Северной Америке и Европе 22 апреля 2016 года, а в Австралии — на следующий день.
Перед выходом игры в том же месяце Nintendo of America запустила конкурс под названием «Star Fox Zero Intergalactic Art Event». Участникам нужно было создать фан-арт по Star Fox Zero и разместить его на странице игры в Miiverse, а 40 лучших работ получили вознаграждение в Nintendo eShop. За два дня до выхода игры была выпущена тема главного меню Star Fox Zero для Nintendo 3DS. Анимационная короткометражка по мотивам игры под названием Star Fox Zero: The Battle Begins была опубликована в сети 20 апреля. Короткометражка была снята японской анимационной студией Wit Studio при содействии Production I.G и Nintendo. Работа над трехмерной CGI-анимацией была выполнена компанией Orange. В июле в магазине Wii U eShop была выпущена бесплатная демоверсия игры. Демо-версия включает режим тренировки из полной версии игры, а также анимационную короткометражку Star Fox Zero: The Battle Begins.
В титрах игры есть небольшое посвящение бывшему президенту Nintendo Сатору Ивата, который скончался во время разработки игры. Когда Ацуси Инабу из PlatinumGames задали вопрос, может ли Star Fox Zero быть перенесена на Nintendo Switch, тот ответил, что не знает, может ли это произойти, а также сказал, что Nintendo не обращалась к ним по этому поводу. Однако когда его спросили об этом в более позднем интервью, он сказал, что если будет шанс, то они подумают о портировании игры на Switch.

## Отзывы критиков
| Сводный рейтинг       | Сводный рейтинг |
| Агрегатор             | Оценка          |
| --------------------- | --------------- |
| GameRankings          | 68,78 %         |
| Metacritic            | 69/100          |
| Иноязычные издания    |                 |
| Издание               | Оценка          |
| Destructoid           | 7/10            |
| EGM                   | 7/10            |
| Famitsu               | 35/40           |
| Game Informer         | 6,75/10         |
| GameSpot              | 7/10            |
| GamesRadar+           | [ 39 ]          |
| IGN                   | 7,5/10          |
| Nintendo Life         | [ 41 ]          |
| Nintendo World Report | 8/10            |
| Metro                 | 8/10            |
| Shacknews             | 6/10            |
| Giant Bomb            | [ 45 ]          |
| GamesMaster           | 82 %            |
| Русскоязычные издания |                 |
| Издание               | Оценка          |
| «НИМ»                 | 7,6/10          |

По данным агрегатора рецензий Metacritic, Star Fox Zero получила как смешанные, так и положительные отзывы. Среди общих моментов, привлекших внимание, — схема управления, небольшая продолжительность кампании и структурное сходство с предыдущими частями серии.
Хосе Отеро из IGN похвалил уровни и боссов, отметив, что Star Fox Zero переосмысливает классическую игру для Nintendo 64, но критически отозвался о неудобном управлении. Дэмиен Макферран из Nintendo Life также отметил, что игрокам нужно набраться терпения, чтобы освоить неудобное управление, прежде чем приспособиться к игре, и сравнил управление с Splatoon. Питер Браун из GameSpot посчитал, что основной недостаток управления в том, что оно заставляет игрока переключать внимание с телевизора на геймпад. Тем не менее, Браун пришел к выводу, что второй проход по игре для него был более приятным, чем первый, похвалив разветвленные пути и дизайн уровней.
Другие рецензенты, напротив, сочли обязательное использование управления на основе гироскопа разочаровывающим или активно вредящим впечатлениям от игры. Дэвид Робертс из GamesRadar посчитал, что игру подпортило упорное стремление обернуть основной замысел вокруг каждой функции геймпада Wii U, независимо от того, имеет ли это смысл или приятно играть. The Jimquisition не понравилось игровое управление и использование Nintendo «пустых уловок» для продажи своих игр, и игра была названа «голым» космическим шутером. Артур Гис из Polygon отказался ставить окончательную оценку, так как посчитал, что из-за управления игру ему было слишком неприятно заканчивать.
Мнения рецензентов также разделились по поводу продолжительности игры и большого сходства с её предшественницей, Star Fox 64. Некоторых это не беспокоило; МакФерран назвал игру повторением Star Fox 64 и её оригинальной версии Star Fox, но нашел этот аспект игры «обнадеживающе знакомым». С другой стороны, Рэй Карсилло из EGM писал, что игра не смогла развить идею Star Fox 64 новыми и захватывающими подходами. Он был разочарован выбором в пользу переосмысления старой игры вместо создания совершенно новой части. Стив Уоттс из Shacknews считает, что альтернативные миссии на транспортных средствах, которыми игра отличается от предыдущих игр, в конечном итоге отвлекают от основного игрового процесса на Arwing. Макферран заключил, что Star Fox Zero «легко сравнится с превосходной игрой для N64, из которой она черпает столько вдохновения». Дэн Райкерт из Giant Bomb был более критичен, считая игру пережитком 2002 года.

### Продажи
Игра 19 апреля 2016 года стала самой продаваемой на Amazon.com на основе предварительных заказов и продержалась на этой позиции два дня. Через несколько дней после запуска в Японии, как сама игра, так и Star Fox Guard Double Pack были проданы в количестве 8 135 и 17 114 единиц соответственно, заняв пятое и восьмое места по продажам за неделю. В совокупности продажи обеих игр составили 25 249 единиц, что сделало их четвёртой самой продаваемой игрой на той неделе. В тот же период времени игра стала шестой по продажам в Великобритании, третьей по продажам во Франции и пятой в Австралии. По данным NPD Group, которая отслеживает данные о физических продажах, Star Fox Zero стала пятой самой продаваемой видеоигрой на любой платформе в апреле. Однако в Японии продажи были не столь высокими, так как игра стала самой плохо продаваемой игрой франшизы в этой стране.